# 黑川站 (香川縣)
黑川站（日语：／ Kurokawa eki */?）是位於日本香川縣仲多度郡滿濃町，屬於四國旅客鐵道（JR四國）的鐵路車站。車站編號為D17。本站現時只停靠普通列車，共提供上、下行各8班服務。車站附近為農田，民居稀少，因此使用的人數持續偏低。

## 車站結構
本車為簡易車站，因此站内沒有設置站房。整個月台以角鐵建成，出入口設於月台末端往讚岐財田站方向。月台上的有蓋候車亭亦是設於近出入口方向。由於本站建於基堤上，因此依靠樓梯連接月台及路面。
站內只設有1個側式月台，有效長度為4卡。上行的列車會開列車左邊的車門；下行時則右邊車門。2010年月台改善工程，需將其中一部份的月台升高，而位置又剛好落在一部份的候車亭內，結果令這部份的座位低部幾乎和新月台面貼近。

### 月台配置
| 路線    | 方向 | 目的地               |
| ------- | ---- | -------------------- |
| ■土讚線 | 上行 | 琴平、多度津方向     |
| ■土讚線 | 下行 | 阿波池田、大步危方向 |

## 歷史
- 1961年10月1日：開業。
- 1987年4月1日：日本國鐵分割民營化，車站的營運由JR四國繼承。

## 相鄰車站
四國旅客鐵道（JR四國）
■土讚線
鹽入（D16）－黑川（D17）－讚岐財田（D18）

## 外部連結
- JR四國黑川站官方發車時間表。（页面存档备份，存于）